# خالد المغربي
خالد المغربي، لاعب كرة قدم مرمى سعودي ، يلعب في نادي الهدى.

## مسيرة اللاعب
مثل سابقاً نادي القادسية و أعاره القادسية إلى النهضة مطلع عام 2017 لمدة 5 شهور و بعدها لعب مع نادي ضمك ونادي الطائي ونادي الساحل ونادي البكيرية ونادي الكوكب ونادي الأخدود ونادي الزلفي ونادي الهدى.

## روابط خارجية
- خالد المغربي على موقع Soccerway.com (الإنجليزية)
- خالد المغربي على موقع كووورة